# Тімоте Конья
Тімоте Конья (фр. Timothé Cognat, нар. 25 січня 1998, Арна) — французький футболіст, півзахисник швейцарського клубу «Серветт».

## Клубна кар'єра
Народився 25 січня 1998 року в місті Арна. Вихованець невеликих юнацьких команд «Бельвілль» та «Вільфранш», з яких 2013 року потрапив до академії «Ліону». У дорослому футболі дебютував 2015 року виступами за резервну команду, в якій провів три сезони, взявши участь у 46 матчах четвертого дивізіону. 
1 липня 2018 року він підписав професійний контракт з «Ліоном», однак, лише через день його віддали в оренду у швейцарський «Серветт». протягом сезону у Швейцарії Конья пропустив лише одну гру через перебір жовтих карток, зігравши 35 матчів і забивши два голи у швейцарському другому дивізіону. В кінці сезону «Серветт» вийшов у вищу лігу, а Конья підписав з клубом постійний контракт. Він також став основним гравцем Суперліги і став з командою володарем Кубка Швейцарії у 2024 році. Станом на 17 червня 2025 року відіграв за женевську команду 238 матчів в національному чемпіонаті.

## Виступи за збірні
2013 року дебютував у складі юнацької збірної Франції (U-16), за яку провів 11 матчів і забив 2 голи. З наступного року почав грати за збірну до 17 років, з якою став чемпіоном Європи серед юнаків у 2015 році, зігравши на турнірі у всіх шести зустрічах і потрапивши до символічної збірної турніру. Був капітаном команди. Цей результат дозволив команді разом із Тімоте взяти участь і у чемпіонаті світу 2015 року серед юнацьких команд, де зіграв 2 матчі, а французи вилетіли у 1/8 фіналу. Згодом із Францією U-18 виграв товариські турніри Lafarge Foot Avenir у 2015 році і Copa del Atlántico у 2016 році. Загалом на юнацькому рівні взяв участь у 45 іграх, відзначившись 8 забитими голами.

## Статистика виступів

### Статистика клубних виступів
Станом на 17 червня 2025
| Сезон               | Команда             | Чемпіонат           | Чемпіонат | Чемпіонат | Національний кубок | Національний кубок | Національний кубок | Континентальні кубки | Континентальні кубки | Континентальні кубки | Інші змагання | Інші змагання | Інші змагання | Усього | Усього |
| Сезон               | Команда             | Ліга                | Ігор      | Голів     | Ліга               | Ігор               | Голів              | Ліга                 | Ігор                 | Голів                | Ліга          | Ігор          | Голів         | Ігор   | Голів  |
| ------------------- | ------------------- | ------------------- | --------- | --------- | ------------------ | ------------------ | ------------------ | -------------------- | -------------------- | -------------------- | ------------- | ------------- | ------------- | ------ | ------ |
| 2015–16             | «Ліон ІІ»           | АЧФ                 | 8         | 1         |                    | -                  | -                  |                      | -                    | -                    |               | -             | -             | 8      | 1      |
| 2016–17             | «Ліон ІІ»           | АЧФ                 | 17        | 4         |                    | -                  | -                  |                      | -                    | -                    |               | -             | -             | 17     | 4      |
| 2017–18             | «Ліон ІІ»           | НЧ2                 | 21        | 4         |                    | -                  | -                  |                      | -                    | -                    |               | -             | -             | 21     | 4      |
| Усього за «Ліон ІІ» | Усього за «Ліон ІІ» | Усього за «Ліон ІІ» | 46        | 9         |                    | -                  | -                  |                      | -                    | -                    |               | -             | -             | 46     | 9      |
| 2018–19             | «Серветт»           | ЧЛ                  | 35        | 2         | КШ                 | 2                  | 1                  |                      | -                    | -                    |               | -             | -             | 37     | 3      |
| 2019–20             | «Серветт»           | СЛ                  | 32        | 2         | КШ                 | 0                  | 0                  |                      | -                    | -                    |               | -             | -             | 32     | 2      |
| 2020–21             | «Серветт»           | СЛ                  | 34        | 1         | КШ                 | 3                  | 1                  | ЛЄ                   | 2                    | 0                    |               | -             | -             | 39     | 2      |
| 2021–22             | «Серветт»           | СЛ                  | 30        | 5         | КШ                 | 2                  | 0                  | ЛК                   | 2                    | 0                    |               | -             | -             | 34     | 5      |
| 2022–23             | «Серветт»           | СЛ                  | 34        | 2         | КШ                 | 3                  | 0                  |                      | -                    | -                    |               | -             | -             | 37     | 2      |
| 2023–24             | «Серветт»           | СЛ                  | 38        | 4         | КШ                 | 6                  | 2                  | ЛЧ+ЛЄ+ЛК             | 4+6+4                | 1+0+1                |               | -             | -             | 58     | 8      |
| 2024–25             | «Серветт»           | СЛ                  | 35        | 2         | КШ                 | 2                  | 0                  | ЛЄ+ЛК                | 2+2                  | 0                    |               | -             | -             | 41     | 2      |
| Усього за «Серветт» | Усього за «Серветт» | Усього за «Серветт» | 238       | 18        |                    | 18                 | 4                  |                      | 22                   | 2                    |               | -             | -             | 278    | 24     |
| Усього за кар'єру   | Усього за кар'єру   | Усього за кар'єру   | 284       | 27        |                    | 18                 | 4                  |                      | 22                   | 2                    |               | -             | -             | 324    | 33     |

## Титули і досягнення
- Володар Кубка Швейцарії (1):

«Серветт»: 2023/24